# Championnat de France de hockey sur glace 1974-1975
Saison précédente Saison suivante
La saison 1974-1975 est la 54e saison du championnat de France de hockey sur glace. 

## Bilan
3e titre pour le Sporting Hockey Club Saint Gervais.